# Раја
Раја (од арап. رعايا‎‎ [ra`aya], множ. од رعيّة [ra`iya]; тур. râya или reaya) били су припадници ниже класе османског друштва која је плаћала порезе, за разлику од аскера (виша класа) и кула (робови). Раја је чинила више од 90% опште популације милетских заједница. У муслиманском свијету, раја је буквално означава поданика владе или владара. Раја (буквално „припадници стада”) укључивала је хришћане, муслимане и Јевреје који су били опорезовани како би подржали државу и пратећу „професионалну османску” класу.
Међутим, као и у тадашњој и савременој употреби, појам се односио на немуслиманско становништво, које је још називано зими. Ријеч је понекад погрешно преведена као „стока”, а не као „стадо” или „поданици”, како би се нагласио нижи статус раје.
У раном Османском царству, припадници раје нису имали право на војној служби, али од касног 16. вијека, муслиманска раја је стекла то право, на жалост неких владајућих класа.